# 索爾孟
索爾孟（Guy Sorman，1944年3月10日—），法裔美國籍教授、專欄作家，經濟學及哲學領域公共知識分子。1983年起在其著作《美國保守革命》中強調新保守運動在美國的重要性，其後又出版20餘本書解釋自由主義對印度、穆斯林國家、中國等傳統社會的衝擊，也是預言社會主義消逝與全球化發展的先鋒。2013年曾受小英基金會之邀訪台演講，他也曾於會中提出將前總統陳水扁關在監獄是台灣民主的污點。

## 著作
- 《美國製造：凝視美國文明》
- 《謊言帝國：中國雞年紀行》
- 《伊斯蘭製造》
- 《印度製造：探索現代印度的文明精神與智慧》
- 《經濟不說謊：後金融危機的全球經濟總體檢（英语：Economics Does Not Lie）》
- 《金融海嘯後的世界：一個樂觀者的日記》
- 《我為何成為美國公民：我的猶太人旅程》